# Monthly Comic Flapper
Monthly Comic Flapper (月刊コミックフラッパー?, Gekkan Komikku Furappā) è una rivista giapponese di manga seinen pubblicata da Media Factory al posto del Comic Alpha dal 5 novembre 1999. La rivista ha celebrato il suo centesimo numero il 5 febbraio 2008.

## Opere serializzate
- Brave 10
- Candy Boy
- Chio-chan no tsūgakuro
- Chōjin Locke
- Dance in the Vampire Bund
- Denkigai no hon'ya-san
- Fantastic Children
- Futatsu no Spica
- Girls und Panzer
- Guin Saga
- Kage kara Mamoru!
- Kamisama kazoku
- Kuma miko
- Madan no ō to Vanadis
- Mushoku Tensei
- Najica Blitz Tactics
- Nijū Mensō no musume
- Overman King Gainer
- Sūgaku girl
- The Rising of the Shield Hero
- Togari shiro
- Tonari no Seki-kun
- Tono to issho
- Translucent
- Vamos Lá!